# Порошковая рентгеновская дифракция

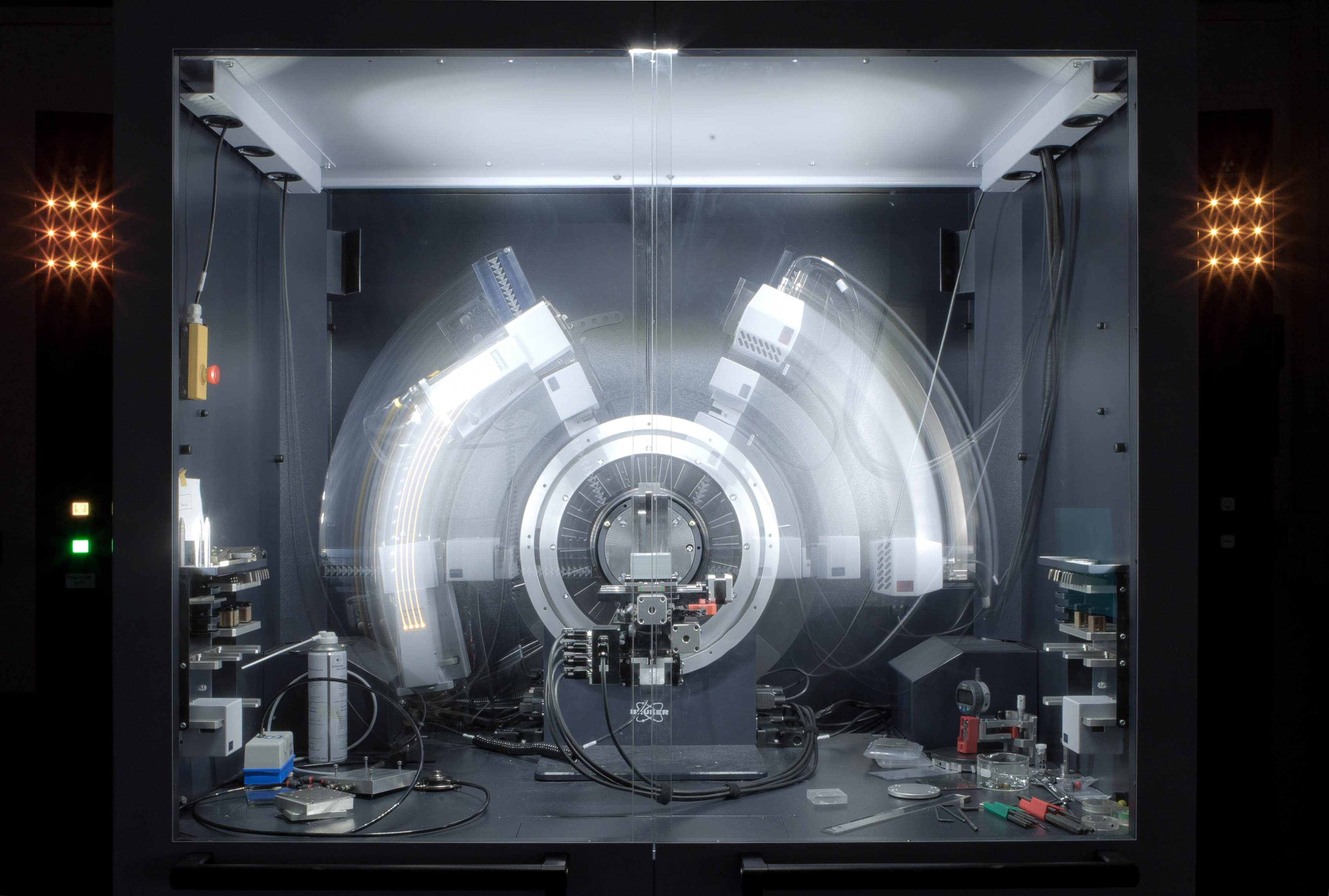
Порошковый рентгеновский дифрактометр во время работы

Порошко́вая рентге́новская дифра́кция — метод исследования структурных характеристик материала при помощи дифракции рентгеновских лучей (рентгеноструктурный анализ) на порошке или поликристаллическом образце исследуемого материала. Также называется методом порошка. Результатом исследования является зависимость интенсивности рассеянного излучения от угла рассеяния. Соответствующий прибор называют порошковым дифрактометром. Преимуществом метода является то, что дифрактограмма для каждого вещества уникальна и позволяет определить вещество даже тогда, когда его структура не известна.

## Описание
Монохроматический пучок рентгеновского излучения направляется на образец исследуемого материала, растертого в порошок. На фотоплёнке, свернутой цилиндром вокруг образца, изображение (дебаеграмма) получается в виде колец. Расстояние между линиями одного и того же кольца на дебаеграмме позволяет найти брэгговские углы отражения. Затем, по формуле Брэгга - Вульфа {\displaystyle 2d\sin \theta =n\lambda } можно получить отношение {\displaystyle {\frac {d}{n}}} расстояния между отражающими плоскостями к порядку отражения.

## Основные применения
- Рентгеновский анализ:
  - Определение качественного состава образца
  - Полуколичественное определение компонентов образца
- Определение кристаллической структуры вещества:
  - Прецезионное определение параметров элементарной ячейки
  - Определение расположения атомов в элементарной ячейке (полнопрофильный анализ — метод Ритвельда)
- Определение размера кристаллитов (области когерентного рассеяния) поликристаллического образца
- Исследование текстуры в поликристаллических материалах
- Исследование фазового состава вещества и изучение диаграмм состояния, оценка размера кристалликов в образце, точное определение констант решетки, коэффициента теплового расширения, анализ минералов.